# Oxie
Oxie er en forstad til Malmø, Skåne län i Sverige. Den ligger i Malmø Kommune og har 11.493 indbyggere. Oxie er en forholdsvis grøn bydel, hvor den almindeligste boligform er hus.